# Yidalpta
Yidalpta é um gênero de traça pertencente à família Arctiidae.